# Nart
Nart (horvátul: Nard) falu Horvátországban, Eszék-Baranya megyében. Közigazgatásilag Valpóhoz tartozik.

## Fekvése
Eszéktől légvonalban 18, közúton 25 km-re északnyugatra, községközpontjától 5 km-re keletre, a Szlavóniai-síkság szélén, a Dráva jobb partján fekszik. Valpóval egy 5,4 km-es aszfaltozott út köti össze.

## Története
A települést 1470-ben „Narth” néven említik először Valpó várának tartozékaként. Birtokosai a Marótiak, a Gerébek és a Perényiek voltak. Nevét általában a horvát „na rtu” (a fokon) kifejezésből származtatják, mivel a falu a Dráva hordalékkúpján települt. A török Valpó várának elestével 1543-ban szállta meg. A török uralom idején katolikus keresztény lakossága volt, akik szegényes házakban laktak. Főként halászatból éltek. Utolsó török birtokosa az eszéki Ibrahim aga volt. 1687-ben a felszabadító harcok során elnéptelenedett, a keresztény seregek ugyanis itt keltek át a Dráván Valpó felszabadítására. Később a lakosság visszatért. 1702-ben 15 ház állt a településen.
A török kiűzése után a valpói uradalom részeként kamarai birtok volt, majd 1721. december 31-én III. Károly az uradalommal együtt Hilleprand von Prandau Péter bárónak adományozta. A Prandau család 1885-ig volt a birtokosa. Fekvéséből adódóan gyakran volt árvizeknek kitéve, amelyeket általában a hó tavaszi hirtelen olvadása okozott.
Az első katonai felmérés térképén „Narad” néven található. Lipszky János 1808-ban Budán kiadott repertóriumában „Nard” néven szerepel. Nagy Lajos 1829-ben kiadott művében „Nard” néven 89 házzal, 552 katolikus vallású lakossal találjuk.
1857-ben 523, 1910-ben 690 lakosa volt. Verőce vármegye Eszéki járásához tartozott. Az 1910-es népszámlálás adatai szerint lakosságának 84%-a horvát, 2%-a német anyanyelvű volt. A település az első világháború után az új szerb-horvát-szlovén állam, majd később (1929-ben) Jugoszlávia része lett. 1991-ben lakosságának 89%-a horvát, 3%-a roma nemzetiségű volt. A településnek 2011-ben 516 lakosa volt.

## Lakossága
| Lakosság változása | Lakosság változása | Lakosság változása | Lakosság változása | Lakosság változása | Lakosság változása | Lakosság változása | Lakosság változása | Lakosság változása | Lakosság változása | Lakosság változása | Lakosság változása | Lakosság változása | Lakosság változása | Lakosság változása | Lakosság változása |
| ------------------ | ------------------ | ------------------ | ------------------ | ------------------ | ------------------ | ------------------ | ------------------ | ------------------ | ------------------ | ------------------ | ------------------ | ------------------ | ------------------ | ------------------ | ------------------ |
| 1857               | 1869               | 1880               | 1890               | 1900               | 1910               | 1921               | 1931               | 1948               | 1953               | 1961               | 1971               | 1981               | 1991               | 2001               | 2011               |
| 523                | 524                | 517                | 573                | 630                | 690                | 671                | 750                | 665                | 749                | 718                | 654                | 623                | 608                | 545                | 516                |

## Nevezetességei
Alexandriai Szent Katalin tiszteletére szentelt római katolikus temploma a valpói Szeplőtelen fogantatás plébánia filiája. A templomot 1815-ben építették a falu kegyura, Prandau Gusztáv báró anyagi támogatásával. Az előtte itt állt templom fából épült és sárral volt tapasztva. 1754-ben szentelték fel a maival azonos titulusra. A templomot három szobor díszíti. A főoltár Szent Katalin szobra Marin Mikić szobrászművész alkotása, 1950-ben gipszből készült. A másik két szobor Jézus szívét és a Lourdes-i Szűzanyát ábrázolja. A templomot díszítő festmények Szent Valentin, Szent Leopold Mandić, Szent Nikola Tavelić és Páduai Szent Antal képei.

## Oktatás
A faluban a valpói Matija Petar Katančić általános iskola négyosztályos területi iskolája működik. A falu első iskoláját 1914-ben nyitották meg. Nem ismert, hogy az iskola épületét mikor építették. Előbb egyosztályos, majd később kétosztályos iskolaként működött.

## Sport
Az NK Drava Nard labdarúgóklubot 1952-ben alapították. A csapat a megyei 2. ligában szerepel.

## Egyesületek
- DVD Nard önkéntes tűzoltó egyesület.
- UŠR „Šaran” Nard sporthorgász egyesület.
- LD „Prepelica” Šag-Nard vadásztársaság.